# Tansen (sjö)
Tansen är en sjö i Gagnefs kommun i Dalarna och ingår i Dalälvens huvudavrinningsområde. Sjön har en area på 2,76 kvadratkilometer och ligger 290,2 meter över havet. Sjön avvattnas i norr av vattendraget Tansån. Vid provfiske har bland annat abborre, gers, gädda och mört fångats i sjön.
Tansen är känd för sitt goda abborrfiske.

## Delavrinningsområde
Tansen ingår i delavrinningsområde (669910-145573) som SMHI kallar för Utloppet av Tansen. Medelhöjden är 321 meter över havet och ytan är 13,61 kvadratkilometer. Räknas de 3 avrinningsområdena uppströms in blir den ackumulerade arean 19,26 kvadratkilometer. Tansån som avvattnar avrinningsområdet har biflödesordning 3, vilket innebär att vattnet flödar genom totalt 3 vattendrag innan det når havet efter 262 kilometer. Avrinningsområdet består mestadels av skog (66 procent). Avrinningsområdet har 2,64 kvadratkilometer vattenytor vilket ger det en sjöprocent på 19,4 procent.

## Fisk
Vid provfiske har följande fisk fångats i sjön:
- Abborre
- Gärs
- Gädda
- Mört
- Sik
- Siklöja
- Öring